# Елктон (Кентаки)
Елктон (енгл. Elkton) град је у америчкој савезној држави Кентаки.

## Демографија
По попису из 2010. године број становника је 2.062, што је 78 (3,9%) становника више него 2000. године.
| Група             | 2000.         | 2010.         |
| Белци             | 1.612 (81,3%) | 1.575 (76,4%) |
| Афроамериканци    | 311 (15,7%)   | 300 (14,5%)   |
| Азијати           | 6 (0,3%)      | 0 (0,0%)      |
| Хиспаноамериканци | 46 (2,3%)     | 143 (6,9%)    |
| Укупно            | 1.984         | 2.062         |